# سیمون میروزیان
سیمون هاکوبی میرزویان (ارمنی: Սիմոն Հակոբի Միրզոյան؛  زادهٔ ۶ ژانویهٔ ۱۹۱۰ - درگذشته ۲۲ سپتامبر ۱۹۹۳) داروساز اهل ارمنستان بود.

## زندگی‌نامه
وی در ۱۹ ژانویهٔ [سبک قدیمی: ۶ ژانویهٔ] ۱۹۱۰ در تفلیس به دنیا آمد و از دانشگاه پزشکی دولتی ایروان فارغ‌التحصیل گشت. از سال ۱۹۶۰ عضو فرهنگستان ملی علوم ارمنستان بود. همچنین برندهٔ جوایزی همچون نشان پرچم سرخ کار، مدال نیکلای کراکوف، نشان برجسته افتخار و دانشمند شایسته ارمنستان شوروی () شده است. وی در ۲۲ سپتامبر ۱۹۹۳ در سن ۸۳ سالگی درگذشت و در آرامستان مرکزی ایروان (توخماخ) به خاک سپرده شد.

## یادداشت
1. ↑  գիտությունների դոկտոր